# Achille Wolf
Achille Wolf, někdy též Achill Wolf (1832 nebo 1834 Vídeň – 4. července 1891 Praha), byl česko-rakouský architekt a stavitel, který působil v Čechách, zejména v Praze. Byl oblíbeným architektem rodin Nosticů a Martiniců ve Smečně.

## Život
Narodil se severočeským rodičům ve Vídni, domovský list měl z Třebívlic. Absolvoval pražskou polytechniku, kde studoval pozemní stavby pod vedením profesora Karla Wiesenfelda. Od Wolfa se naopak zase učili jiní, později známí architekti: např. Václav Weinzettl, Jan Vejrych či Osvald Polívka. Po studiích se vrátil do Vídně, kde se oženil s Friederikou Schuhly (* 1839), s níž měl dceru Marianu. Roku 1868 se usadili v Praze, aby postupně bydleli v blízkosti staveb nebo přímo v domech realizovaných podle Wolfových projektů, například ihned po dostavbě v pražském domě čp. 715/II na Novém Městě.

## Dílo
- Kasárna Jiřího z Poděbrad, hlavní křídlo a jízdárna z let 1848–1857 (nepodepsané plány), stavitel K. Pilhal; nebo jen úpravy z let 1866, 1887
- přestavba kaple sv. Jana Křtitele v Ledcích (1866)
- rozsáhlé úpravy kostelů sv. Václava v Ovčárech a sv. Jakuba Většího v Lidicích u Slaného (1888)
- Klášter Doksany – stavba druhé krypty
- adaptace Sylva-Tarouccovského paláce čp. 852/II v Praze 2 Na příkopě (1878)
- úprava věže kostela sv. Václava v Roudníkách (1878–1879)
- Stavovské divadlo v Praze, podílel se na úpravách exteriéru a interiéru; mj. litinové pavlače kvůli bezpečnosti v letech 1881–1882[5]
- projekt nájemního domu čp.715/II na nároží ulic Palackého a Vodičkovy, stavitel František Fuchs (1867)
- projekt Reinwartova domu čp.714/II Vodičkova ulice 25
- projekt dostavby Frenzelova domu čp. 815/II na Václavském náměstí o dvorní křídlo (1877–1878)
- Hypoteční banka Království českého, čp. 991/II v Praze na Novém Městě, Senovážné náměstí, stavitel Alois Elhenický (1890)
- podílel se na dostavbě katedrály sv. Víta na Pražském hradě

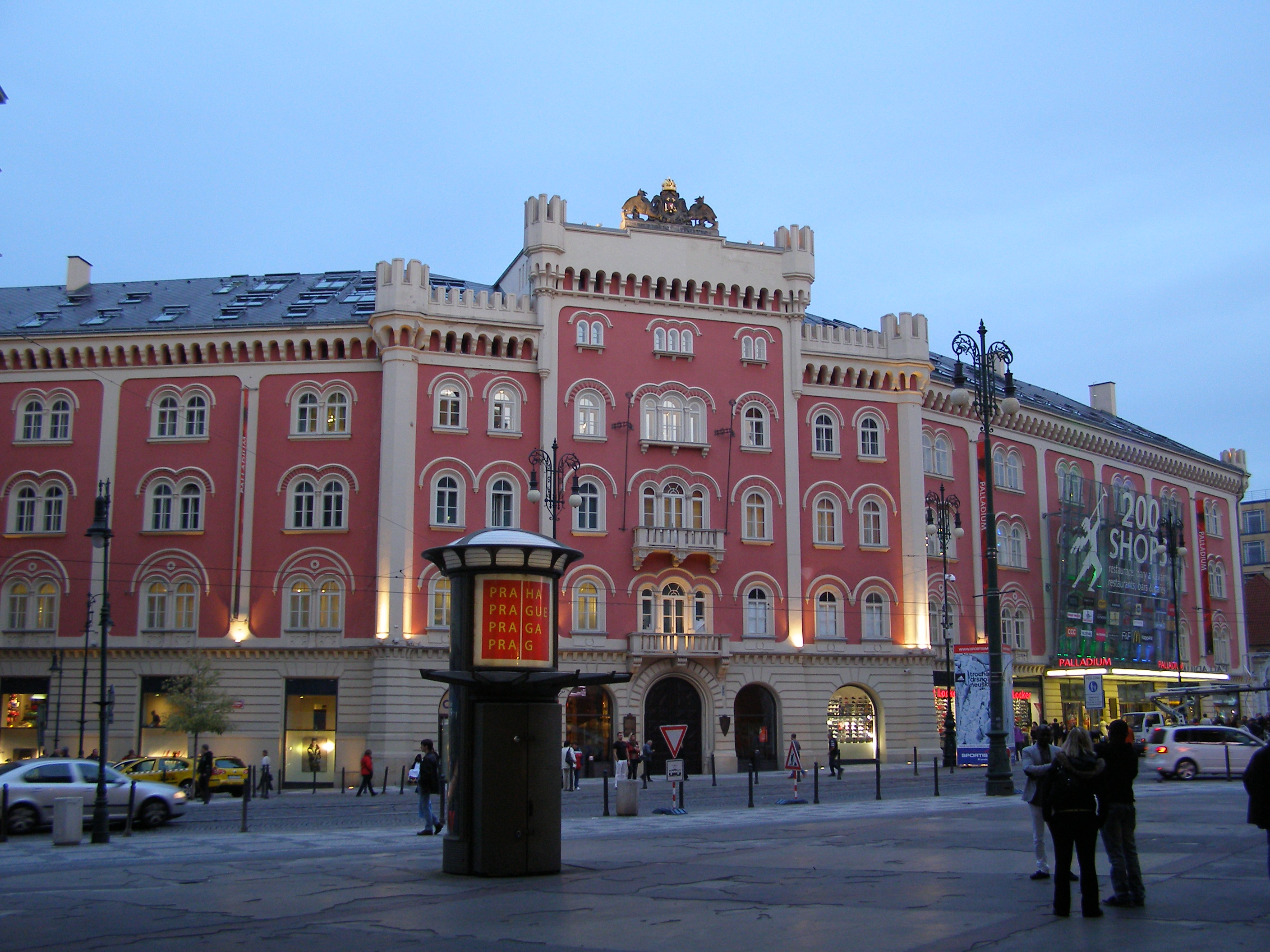
Praha – Josefská kasárna, nyní obchodní centrum Palladium
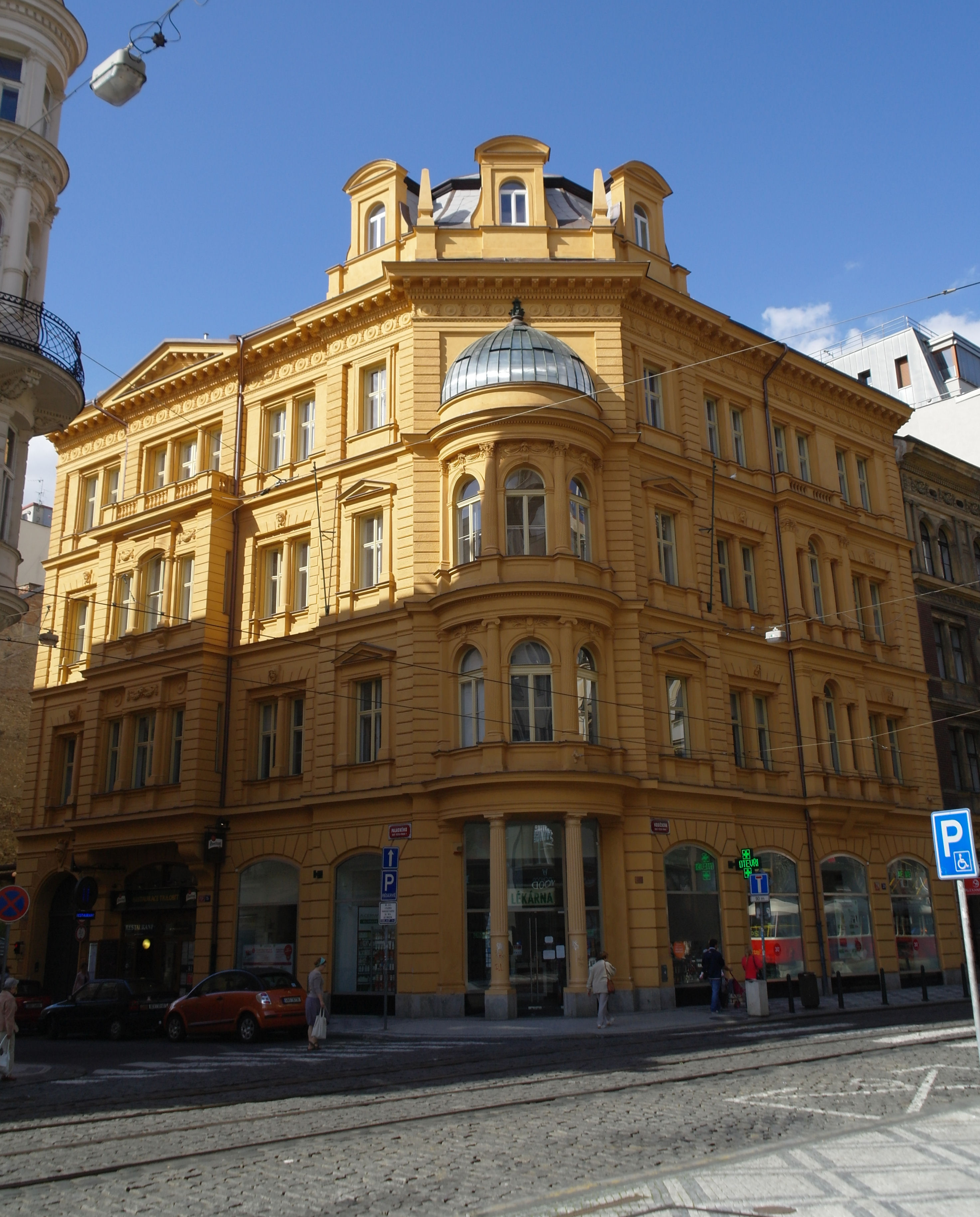
Praha – Vodičkova 23
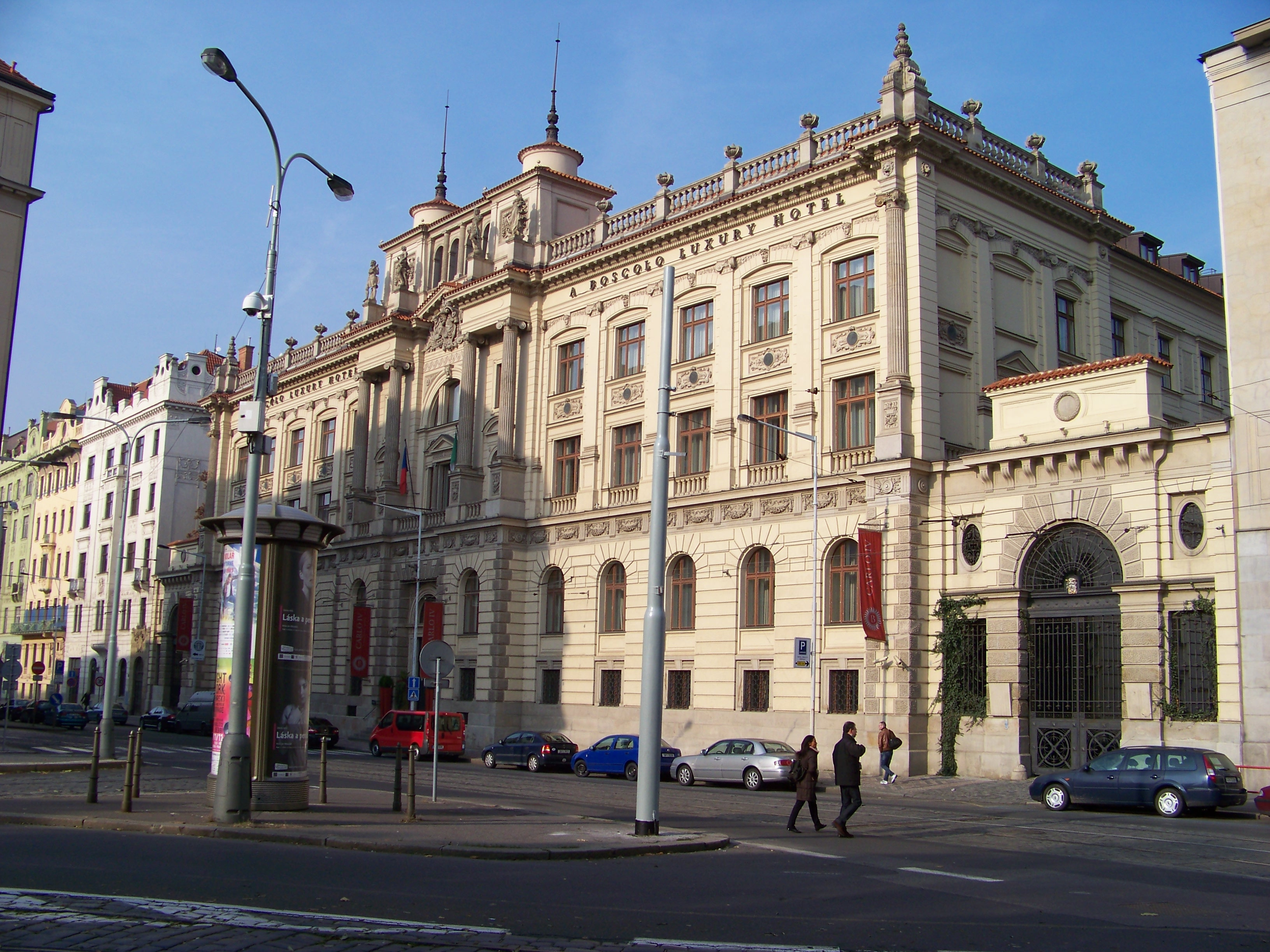
Praha – Hypoteční banka Království českého, nyní Hotel Carlo IV

## Další činnost
Byl členem a také místopředsedou Spolku architektů a inženýrů. Byl mimo jiné přispěvatelem do Ottova slovníku naučného, kam psal pod značkou Wf.